# José Antonio Baños
José Antonio Baños (* 18. März 1986) ist ein spanischer Bahn- und Straßenradrennfahrer.
José Antonio Baños wurde 2003 in Valle del Trapaga spanischer Bahnradmeister der Junioren im Madison zusammen mit Pablo Bernal. In der Saison 2006 wurde er Profi bei dem Professional Continental Team 3 Molinos Resort. 2007 wechselte er zum Continental Team Grupo Nicolás Mateos. Danach war er nicht mehr bei internationalen Radsportteams aktiv. In der Saison 2008 gewann Baños eine Etappe bei der Volta da Ascension und ein Teilstück bei der Bidasoa Itzulia.

## Erfolge
2003
- Spanischer Meister – Madison (Junioren) mit Pablo Bernal

2008
- eine Etappe Volta da Ascension

## Teams
- 2006 3 Molinos Resort
- 2007 Grupo Nicolás Mateos